# Dhimiter Çani
Dhimiter Çani (Coriza, 14 settembre 1904 – Tirana, 1990) è stato uno scultore albanese.

## Biografia
Dopo aver studiato al liceo francese di Korça, continua gli studi dal 1922 al 1932 a Boston; incontra in questo periodo Fan Noli, col quale intrattiene una lunga corrispondenza. Nel frattempo si occupa di musica, teatro e fotografia e presto viene in Italia dove frequenta dal 1932 al 1935 la British Academy delle Belle Arti a Roma, che  conclude ricevendo il premio per il miglior lavoro del suo anno di corso. Dal 1936 ritorna in Albania e insegna in vari ginnasi disegno, continuando a dedicarsi con passione alla scultura.
Dal 1950 si trasferisce a Tirana
Ha modellato monumenti e rilievi ma nella sua opera si distingue per i busti. Ne modellò più di 200, di gente famosa o semplice, familiari o amici, così come il suo autoritratto in periodi diversi della sua vita. Ha fatto tre mostre personali nel 1962 e 1975 a Tirana e nel 1985 a Korça. I suoi lavori si trovano ovunque in Albania.

## Opere
- Monumento ai Caduti per la Patria a Berat (1935)
- Skenderbeu (1937)
- Il Soldato del Popolo (1957)
- Avni Rustemi (1959)
- Naim Frashëri (1956)
- Bab Dud Karbunara (1937)
- Ali Asllani (1964)
- Milto Sotir Gura (1969)
- Koto Hoxhi (1965)
- Pjeter Budi (1963)
- Vasil Shanto (1956)
- Ndre Mjeda (1961)
- Fan Noli (1965)
- Sami Frashëri (1960)
- Nonda Bulka (1969)
- dir. M. Krantja (1974)
- Abedin Çiçi (1972)
- Loro Kovaçi (1969)

| Controllo di autorità | Europeana agent/base/50440 |